# Гетбетс

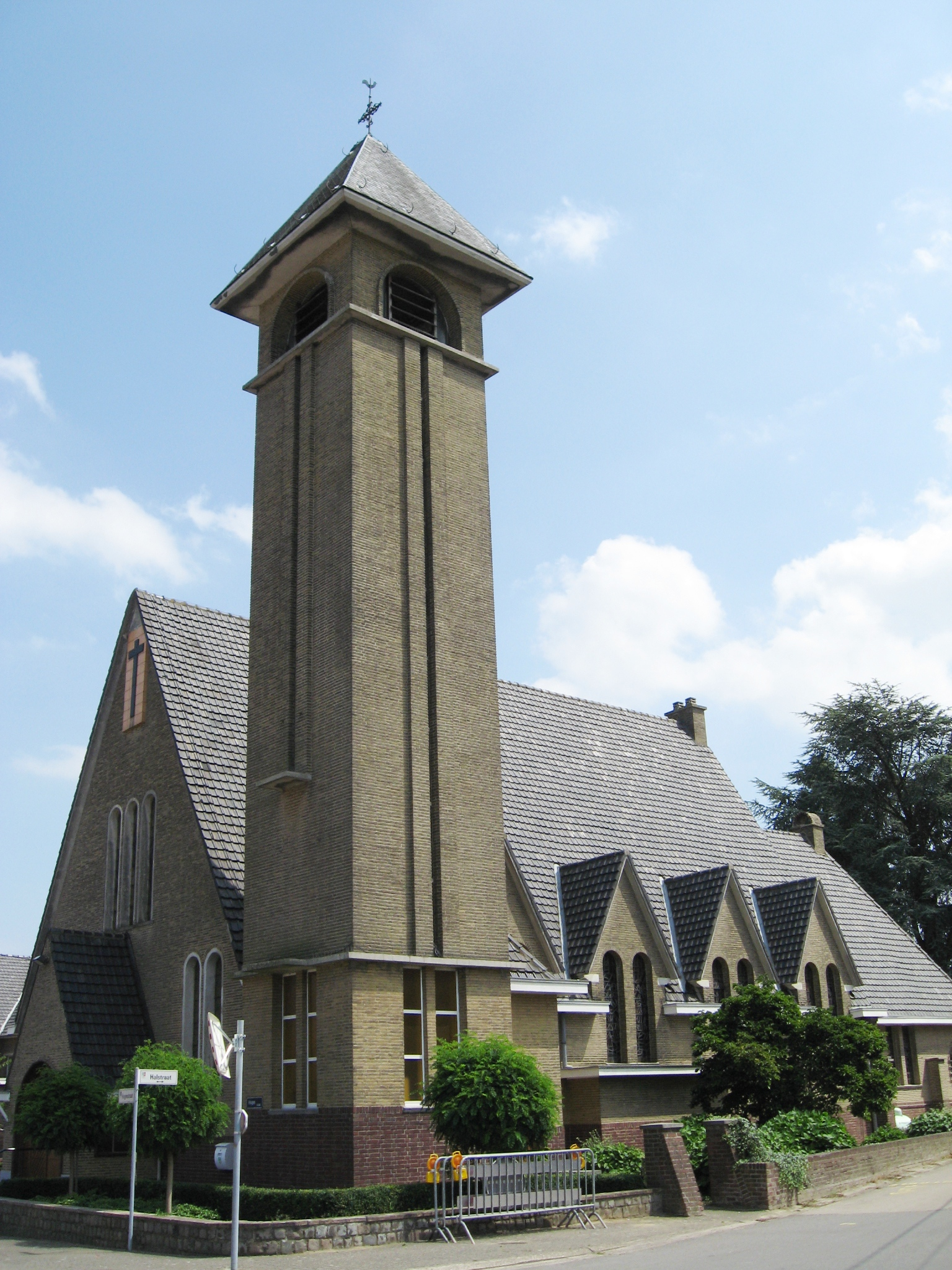

Гетбетс (нидерл. Geetbets — город и муниципалитет в Центральной Бельгии, провинция Фламандский Брабант.
Расположен на берегу реки Гете в 28 км к востоку от города Лёвен.

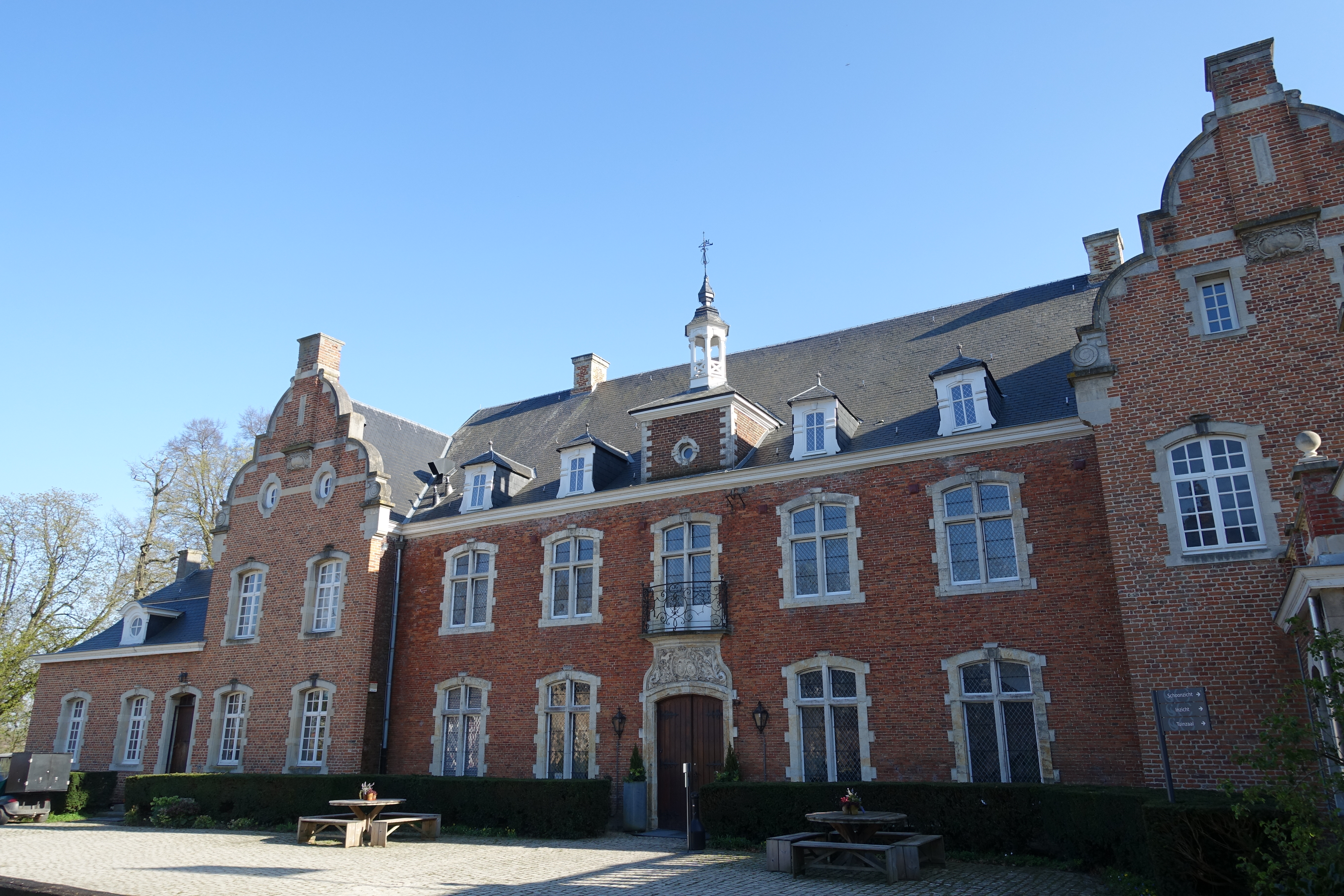

Муниципалитет включает Гетбетс, Грацен и Руммен.
Общая площадь составляет 35.52 км².

## Население
В 2020 году здесь проживали  6 136 человек. Плотность населения 170 человека на км².
| Год  | Численность | Численность |
| ---- | ----------- | ----------- |
| 2017 | 6037        |             |
| 2018 | 6035        | [ 2 ]       |

Был расположен на границе между герцогством Брабант и графством Лоон.